# Shahrestān di Garmeh
Lo shahrestān di Garmeh o di Germeh (farsi شهرستان گرمه) è uno degli 8 shahrestān del Khorasan settentrionale, il capoluogo è Garmeh. Era precedentemente parte del territorio dello shahrestān di Jajarm.